# Hilarij iz Poitiersa
Sveti Hilarij iz Poitiersa, francoski škof in svetnik, * 315, Poitiers, † 367, Poitiers.
Sveti Hilarij goduje 13. januarja.